# Фридрих VI фон Далберг
Фридрих VI фон Далберг (на немски: Friedrich VI. von Dalberg; * 10 февруари 1459; † 12 ноември 1506 е немски благородник, рицар от фамилията „кемерер на Вормс“, кмет на Опенхайм.
Той е син на фрайхер Волфганг III Кемерер фон Вормс (1426 – 1476), господар на Далберг при Бад Кройцнах, и съпругата му Гертруд Грайфенклау цу Фолрадс († 1502), дъщеря на Фридрих фон Грайфенклау цу Фолрадс (1401 – 1459) и Алайд фон Лангенау († 1439/1453). Баща му Волфганг III е дворцов маршал на курфюрст Фридрих I фон Пфалц и започва да се нарича „фон Далберг“.
По-големият му брат Йохан XX фон Далберг/Йохан III (1455 – 1503) е епископ на Вормс (1482 – 1503), 1482 г. канцлер на Курпфалц.
Фридрих VI фон Далберг е от 1482 г. съветник на Опенхайм и кмет от 1503 до 1506 г. Той е привърженик, както брат му Йохан III, на хуманизма и се занимава със събиране на стари ръкописи.
Фридрих VI фон Далберг и брат му епископ Йохан строят капелата „Св. Леонхард“ в Далберг.
Фридрих VI фон Далберг умира на 47 години на 12 ноември 1506 г. и е погребан в църквата „Св. Катарина“ в Опенхайм.

## Фамилия
Фридрих VI фон Далберг се жени 1480 г. за Катарина фон Геминген († 19 февруари 1507/1517), дъщеря на Дитер фон Геминген († 1467) и Анна фон Фенинген. Те имат децата:
- * Йоханес XXI (* 1478/1479; † 1527), духовник в Йотинген
- Гертруд (* 1482), омъжена за Ханс фон Зебах
- Маргарета (* 1483; † 1524)
- Волфганг VII, нар. цу Хернсхайм (* 1484/1485; † 18 февруари 1527), женен пр. 21 февруари 1516 г. за Лоричия, дъщеря на Йохан и Клара фон Кронберг
- Фридрих VII (* ок. 1485; † 25 декември 1520), студент 1503 г. в университет Хайделберг и негов ректор 1511 г. домхер във Вормс 1509 г. домхер в Шпайер 1516 г.
- (Мария) Аполония (* ок. 1487; † 12 април 1524), абатиса на манастир Мариенберг в Бопард
- Анна (* ок. 1488; † 1503), монахиня в манастир Мариенберг в Бопард
- Филип IV (* 1490/1491; † 13 януари 1533), женен за Катарина, дъщеря на Филип и Катарина фон Кронберг
- Мария (* ок. 1491; † 1523), монахиня в манастир Мариенберг в Бопард.

Фридрих фон Далберг и съпругата му Катарина фон Геминген са погребани в църквата „Св. Катарина“ в Опенхайм, където е запазен техният двоен епитаф.